# California Botanical Society
California Botanical Society va ser fundada per Willis Linn Jepson el 1913, des de quan ha avançat el coneixement de les ciències botàniques als estats de l'oest dels EUA.

## Serveis
Els serveis a la societat són: la revista Madroño, publicada des de 1916; banquets anuals en diverses localitats de Califòrnia juntament amb conferències educatives; suport a la investigació sobre plantes verdes de la Baixa Califòrnia (habilitat pel Fons Memorial Annetta Carter; suport als estudiants de postgrau (juntament amb el banquet anual); i discussions comunitàries amb botànics professionals.

## Membres distingits
- Robert Folger Thorne qui va desenvolupar el sistema Thorne (1992), va ser el segon vicepresident del consell, c. 1966.
- Robert Lee Gilbertson
- Ira J. Condit